# 山中恒
山中 恒（やまなか ひさし、1931年7月20日 - ）は、日本の児童文学作家、ノンフィクション作家。
『間違いだらけの少年H』などの共著者である山中典子は現在の妻である。

## 来歴・人物
北海道小樽市で8歳まで育った。父親の仕事の関係で神奈川県平塚市に転居するが、戦争中縁故疎開で再び小樽に戻った。1944年に旧制小樽中学校（現、北海道小樽潮陵高等学校）の面接試験を受けたとき、戦争の現状を問われて「負け戦です」と答え、付き添いの教師をうろたえさせる。彼としては苦戦しているという率直な気持ちを述べたつもりだった。付き添った教師は不合格をおそれたが、結局は合格した。
日本の敗戦が決まった際、当時まだ14歳ながら敗戦を天皇に詫びるため、真剣に自決しようと考え辞世の句まで練っていたが、友人から「連合艦隊司令長官や軍司令官でもないお前が、どうして自決など考えるのか」と呆れられ「それもそうだ」と我に返ったという。この時期に強烈な皇民化教育（恒は「錬成教育」と表現する）を受けたが、それを指導した教員達が日本の敗戦とともに、正反対の教育を平然と始めたことに激しい違和感を覚える。この体験が大人や教員に対する不信感を生み、その後の恒の作品にも影響を与えることとなる。
小樽中学を卒業後、早稲田大学第二文学部演劇科に進学、卒業後は百貨店宣伝部に勤める。在学中に早大童話会に所属したことを機に卒業後から児童文学の創作を始める。1960年の『赤毛のポチ』で児童文学者協会新人賞を受賞し、児童文学作家として本格的にデビュー。この頃、古田足日・鳥越信・神宮輝夫らと児童文学の同人誌「小さい仲間」を刊行していた。
その後『とべたら本こ』『ぼくがぼくであること』などを発表し、児童文学作家としての地位を不動のものとする。
1960年より著述に専念。放送台本、映画シナリオも執筆。1970年佐野美津男らと“六月社”(後・六月新社)を結成。

## ボクラ少国民シリーズ
少年時代に受けた戦時教育へのこだわりから、克明な資料と自らの体験をもとに当時の教育状況を明らかにするシリーズ。1974年より刊行。全5部と補巻を合わせて原稿は6000枚にのぼった。執筆のために購入した戦時中の資料一式は、購入時の領収書とともに故郷の小樽市立小樽文学館に寄贈されている。購入した資料は当時の価格で40万円の特別高等警察資料をはじめ、全部で3000点にのぼった。花森安治による創作説が流布していた標語「欲しがりません、勝つまでは」の作者が、実際は当時東京に在住していた女子小学生（より正確には父親が創案し、彼女の名前で投稿した）であった事実を、同シリーズにおいて明らかにした。
山中はこのシリーズの流れをくむ戦時期の教育・国民生活を題材にしたノンフィクションも数多く手がけており、妹尾河童の『少年H』にある事実誤認を批判した『間違いだらけの少年H』は話題となった。妹尾の自伝的小説がたとえ反戦を訴えることが主眼でも、当時の少年たちが「少国民」として戦争の大義を信じていた事実（上記の恒自身のエピソードも参照）を隠蔽し、戦争に疑問を抱く少年を描いたことも批判の対象となった。
執筆中、自宅に若い右翼が脅しにやってきたが、当時の夫人が「じゃあなた教育勅語を暗唱できる?」と尋ねて退去させた。山中が同世代の「戦友」と呼び、「私はお父さんのこやしよ」と言ってシリーズの執筆にも助力した彼女はクモ膜下出血で1980年秋に48歳で急逝した。

## その他
- 「児童文学作家」と呼ばれることを好まず、「児童よみもの作家」と称している。理由はデビュー当時「児童文学者」を称した人々の純文学的な作風への反発に加え、戦争中に戦争協力的な作品を書いた当時の児童文学作家が、戦後あっさりと「民主」的な作風に乗り換えたことに対する反発もあるとされる。恒はそこには児童読物本来の面白さが失われていると考え、『ハックルベリー・フィンの冒険』に学んで『とべたら本こ』を書いた。
- 講演や著作を通じ反戦を訴えている。戦前の有名児童文学作家（小川未明・浜田廣介・坪田譲治ら）が戦時下で督戦的作品の作者へと変じた事実を検証した『戦時児童文学論』（大月書店、2010年11月）の跋文（p.353）では、「私は臆病な小心者」だから「（もし自分が戦時下に置かれていたならば）多分私もマイナーな児童文学作家として、せっせと戦争支援、銃後督戦的作品を発表したはずである」と、戦時下の環境が与えた影響を自らに重ねて述べている[5]。
- 以前は日本共産党に批判的だった[要出典]が、近年は日本共産党関連のアピールの賛同者に名を連ねている[6][7][8]。
- 1980年に古書市で、東條英機の手による陸軍秘密文書の「写し」を発見していたことが、2006年8月に明らかになった。
- 1990年前後、「知文圭（ちもん けい）」「知文けい」という変名で少女小説を発表している。編集者からの提案で山中恒であることを伏せ、女性のふりをして小学館パレット文庫や講談社X文庫ティーンズハートに執筆、「もう知るもんか」という気持ちを込めて「知文圭」というペンネームをつけたという[9][10]。

## 受賞歴
- 1956年 - 『赤毛のポチ』で第6回児童文学者協会新人賞
- 1960年 - 『サムライの子』で第1回講談社児童文学新人賞佳作
- 1969年 - 『天文子守歌』で第9回日本児童文学者協会賞（辞退）
- 1974年 - 『三人泣きばやし』で第21回産経児童出版文化賞
- 1978年 - 『山中恒児童よみもの選集』で第1回巖谷小波文芸賞
- 1991年 - 『ぼくの町は戦場だった』（BBCイギリス放送編集、山中恒監訳）で第38回産経児童出版文化賞
- 1993年 - 『とんでろじいちゃん』で第31回野間児童文芸賞
- 2003年 - 第38回エクソンモービル児童文化賞[2]日本の児童文化全体に残した功績[11]
- 2008年 - 「マキの廃墟伝説」で第24回うつのみやこども賞[11]

## 作品

### 1960年代以前
- 『まぼろしの騎兵隊』（金の星社 1959年）
- 『サムライの子』（講談社 1960年 のち文庫）
- 『とべたら本こ』（理論社、1960年 のちフォア文庫）
- 『赤毛のポチ』（理論社, 1960年）
- 『オニの子ブン』（理論社, 1962年）
- 『よぼろの笛』（三十書房, 1964年）
- 『その名はオオカミタケル』（講談社, 1965年）
- 『青い目のバンチョウ』（講学館, 1966年）
- 『徳川家康』（国土社 子ども伝記全集）1966）
- 『小さなトムトム』（小峰書店 1966年）
- 『クラマはかせのなぜ』（学習研究社 1968年[12] のち偕成社文庫 1976年[13]、『クラマ博士のなぜ』理論社 1997年[14]）
- 『火と光の子』（実業之日本社 1968年）
- 『天文子守唄』（理論社, 1968年）
- 『泣こうかとぼうか』（あかね書房 1968年）
- 『いたずらいっぱい』（偕成社, 1968年）
- 『あばれんまとおひなさま』（学習研究社, 1969年）
- 『うすらでかぶつ』（国土社, 1969年）
- 『このつぎなあに』（あかね書房, 1969年）
- 『まけないアキラ』（大日本図書 1969年）
- 『ルギーはさけぶ』（学習研究社, 1969年 のち偕成社文庫）
- 『ぼくがぼくであること』（実業之日本社, 1969年 のち角川文庫、岩波少年文庫、角川つばさ文庫）

### 1970年代前半
- 『ゆうれいをつくる男』（学習研究社, 1970年）
- 『よなかのはくしょん』（偕成社, 1970年）
- 『ママはおしゃべり』（小峰書店, 1970年）
- 『あばれはっちゃく』（読売新聞社 1970年）のち理論社、角川文庫、角川つばさ文庫
- 『うちゅうせんにのるな』（フレーベル館 こどもSF文庫）1971）
- 『がんばるトムトム』（理論社 1971年）
- 『餓鬼一匹』（毎日新聞社 1972年）
- 『がんどのがんこ』（文研出版 1973年）
- 『三人泣きばやし』（福音館書店 1973年 のち角川文庫）
- 『六年二組の春は...』（実業之日本社、1973年）
- 『われら受験特攻隊』（秋元文庫 1973年）
- 『おばけのうた』（偕成社, 1974年）
- 『となりのゴッペ』（偕成社, 1974年）
- 『ぞうのはなこさん』（小学館 1974年）
- 『恋ワスレ鯉太郎』（秋元文庫, 1974年）
- 『トリオ・ザ・ボイン』（国土社, 1974年）
- 『山中恒ユーモア選集』国土社、1974年

1）『トリオ・ザ・ボイン』
2）『コケコッコの親分』
3）『トラブルさんこんにちは』のち理論社
4）『ズッコケメリケンあねご』
5）『ピンキリ物語』

### 1970年代後半
- 『なんだかへんて子』（偕成社, 1975年）のち理論社
- 『ふしぎなあの子』（小峰書店, 1975年）
- 『なんでもぽい!』（偕成社, 1975年）
- 『悦子逆転』（光風社書店 1976年）
- 『でてきたドジマサ』（大日本図書, 1976年）
- 『この船じごく行き』（文研出版, 1976年）のち理論社、「この船、地獄行き」角川つばさ文庫
- 『いたずら仁王』（小学館, 1976年）
- 『おとうさん×先生=タヌキ』（偕成社, 1977年）
- 『くたばれかあちゃん!』（読売新聞社, 1977年）のち理論社
- 『たか丸くもがくれ』（読売新聞社, 1977年）
- 『ちびっ子かあちゃん』（読売新聞社, 1977年）のち「ママは12歳」角川つばさ文庫
- 『のん・たん・ぴん』（読売新聞社, 1977年）のち理論社
- 『リボンのムツ五郎』（読売新聞社, 1977年）
- 『六年四組ズッコケ一家』（読売新聞社, 1977年）のち理論社、角川つばさ文庫
- 『ぺてん師つむじの仙太郎』（読売新聞社, 1977年）
- 『かぜのかみとこども』（フレーベル館, 1977年）
- 『かいじゅうらんどせる』（小峰書店, 1977年）
- 『なけないゆかちゃん』（小峰書店, 1978年）
- 『つとむはおにいさん』（小峰書店, 1978年）
- 『おしりが4つしっぽが5本』（偕成社, 1979年）
- 『よいこにあかんべ』（偕成社, 1979年）

### 1980年代
- 『カンナぶし』（読売新聞社, 1980年）のち「ねえちゃんゲキメツ大作戦」理論社
- 『たまたまタマオ』（読売新聞社, 1980年）
- 『おれがあいつであいつがおれで』（旺文社 1980年 のち文庫、角川文庫、理論社、角川つばさ文庫）
- 『おへそに太陽を』（読売新聞社, 1984年 のち理論社）
- 『ボーイフレンドはエッチなゆうれい』（偕成社, 1986年）
- 『北斗の歌』（読売新聞社, 1986年）
- 『行け黒潮の子』（読売新聞社, 1986年）
- 『ママはおばけだって!』（偕成社, 1986年）のち理論社
- 『ぐずのぶのホームラン』（偕成社, 1986年）
- 『織田信長』（ブロンズ新社, 1987年）
- 『ボーイフレンドはまじめなプッツン』（偕成社, 1987年）
- 『ハフカセの秘宝』（あかね書房, 1988年）
- 『チンタクはへんなビョーキ!』（PHP研究所 1988年）
- 『背後霊倶楽部』（旺文社, 1988年）のち理論社

『背後霊仕掛人』（旺文社, 1990年）
『背後霊内申書』（旺文社, 1991年）のち理論社
- 『ごくらく三次』（読売新聞社, 1988年）
- 『ようきゅうするライオン』（福音館書店 1989年）
- 『ムサシ早手流』（読売新聞社, 1989年）のち理論社
- 『へんてこな一週間』（金の星社, 1989年 のちフォア文庫）
- 『めたねこムーニャン』（小学館, 1989年）のち理論社

### 1990年代
- 『カコちゃんのおてつだい』（偕成社, 1990年）
- 『大あばれ!めたねこムーニャン』（小学館, 1990年）
- 『どきどきの一週間』（金の星社, 1991年 のちフォア文庫
- 『はるか、ノスタルジィ』（講談社、1992年）
- 『赤い靴』（偕成社, 1992年）
- 『まま父ロック』（偕成社, 1992年 のちポプラポケット文庫）
- 『八月の金貨』（あかね書房, 1992年）
- 『ミユの秘密の友だち』（第三文明社 1993年）

ミユの秘密の部屋（第三文明社, 1993年）
ミユの秘密の回り道 （第三文明社, 1994年）
ミユの秘密の約束 （第三文明社, 1994年）
- 『とんでろじいちゃん』（旺文社、1993年）
- 『魔法使いのヘングレ・バーニャン』全4巻（理論社、1994年）
- 『むかむかの一週間』（金の星社, 1994年 のちフォア文庫）
- 『幽霊屋敷で魔女と』（理論社, 1997年）のち「わたしの家はおばけ屋敷」角川つばさ文庫（2018年）
- 『トラブルさんこんにちは』（理論社, 1998年）
- 『ピンポコピンポコポケベル孝介』（学習研究社, 1998年）
- 『かっとびマメノスケがゆく 月曜石の巻』（PHP研究所, 1998年）

### 2000年代
- 『こんばんはたたりさま』（理論社, 2001年）
- 『ねえちゃんゲキメツ大作戦』（理論社, 2001年）
- 『ピョンとオバケン』 （理論社 2004年）
- 『ハルばぁちゃんの手』 （福音館書店, 2005年）
- 『マキの廃墟伝説－ホーンテッド・シティー物語－』 （理論社, 2007年）

## 評論

### 1970年代以前
- 『青春は疑う』（三一書房 1967年 のち朝日文庫）
- ボクラ少国民シリーズ（いずれも辺境社）
  - 『ボクラ少国民』（1974年 のち講談社文庫）
  - 『御民ワレ』（1975年）
  - 『撃チテシ止マム』（1977年）
  - 『欲シガリマセン勝ツマデハ』（1979年）
  - 『勝利ノ日マデ』（1980年）
  - 『少国民体験を探る』（補巻 1981年）
- 『子どもの本のねがい』（日本放送出版協会, 1974年）
- 『児童読物よ、よみがえれ』（晶文社 1978年）
- 『戦中教育の裏窓 子どもが〈少国民〉といわれたころ』（朝日新聞社 1979年 のち朝日選書）

### 1980-1990年代
- 『少国民ノート』全3巻（辺境社、1982年-1993年）
- 『少国民の名のもとに』（小学館, 1984年）
- 『勝ち抜く僕ら少国民 （山本明共編 世界思想社, 1985年）
- 『ボクラ少国民と戦争応援歌』（音楽之友社 1985年 のち朝日文庫）
- 『子どもたちの太平洋戦争』（岩波新書 1986年）
- 『少国民はどう作られたか 若い人たちのために』（筑摩書房, 1986年）
- 『ズッコケ常識学』（筑摩書房（ちくまプリマーブックス）1987）
- 『「図説」戦争の中の子どもたち』（昭和少国民文庫コレクション 河出書房新社 1989年）
- 『暮らしの中の太平洋戦争』（岩波新書 1989年）
- 『昔がヨカッタハズガナイ こんな時代だからこその新・幸福論』（ベストセラーズ 1993年）
- 『教えの庭に ボクラ少国民外伝』（辺境社 1995年）
- 『オレは陽気ながん患者 心筋梗塞もやったぜ!』（ベストセラーズ 1995年）
- 『患者は客だ!〜正しい医者の選び方教えます〜 （山中典子共著、風媒社、1997年）
- 『間違いだらけの少年H〜銃後生活史の研究と手引き （山中典子共著、辺境社、1999年）

### 2000年代以降
- 『書かれなかった戦争論 （山中典子共著 辺境社, 2000年）
- 『新聞は戦争を美化せよ! 戦時国家情報機構史』（小学館, 2001年）
- 『少年Hの盲点 忘れられた戦時史』（山中典子共著、辺境社、2001年）
- 『あたらしい戦争ってなんだろう?（山中典子共著 理論社, 2003年）
- 『すっきりわかる「靖国神社」問題』（小学館, 2003年） 『「靖国神社」問答』文庫
- 『「子どもは勉強しろ!」といっていい15の理由』（講談社, 2004年）
- 『アジア・太平洋戦争史』（岩波書店 2005年）岩波現代文庫、2016
- 『反日という呪縛』（勁草書房 2008年）
- 『戦争ができなかった日本 - 総力戦体制の内側』（角川書店 2009年）
- 『戦時児童文学論』（大月書店, 2010年）
- 『少国民戦争文化史』（辺境社, 2013年）
- 『靖国の子 教科書・子どもの本にみる靖国神社』（大月書店, 2014年）
- 『現代子ども文化考』（辺境社 2017年）
- 『戦時下の絵本と教育勅語』（子どもの未来社 2017年）

## その他

### 翻訳
- 「ぼくの町は戦場だった」（BBCイギリス放送編集）

### 脚本
- 「敗れざる者」（1964年映画、石原慎太郎原作）
- 「一千万人の劇場・小さき斗い」（1964年、フジテレビドラマ・石原慎太郎原作・石原裕次郎主演）
- 「渥美清の泣いてたまるか」（TBSドラマ・渥美清主演）
  - 第40話「僕もガードマン」（1967年4月2日、監督の佐藤純彌と共同）
- 「悟空の大冒険」（1967年アニメ、手塚治虫原作）
  - 第8話「博士は何にシビレタか」
  - 第16話「59作戦」
- 「九重佑三子のコメットさん」（1967年 - 1968年、TBS・ブラザー劇場ドラマ）
  - 第2話「ママ夢をもって」
  - 第12話「何でもかんでもハイ、ハイ」

### 歌曲作詞
あばれはっちゃくシリーズ
- 「タンゴむりすんな!」（シリーズ第1作 - 第4作オープニング）
- 「はっちゃく音頭」（「俺はあばれはっちゃく」エンディング）
- 「はっちゃくひとりうた」（「俺はあばれはっちゃく」挿入歌）
- 「はっちゃくまっしぐら」（シリーズ第1作 - 第2作挿入歌）
- 「そいつぁだれだ!」（「男!あばれはっちゃく」エンディング）
- 「バンバンビンビンはっちゃめちゃ」（「熱血あばれはっちゃく」エンディング）
- 「ほんとにあいつはにくいやつ」（「痛快あばれはっちゃく」エンディング）
- 「そうだよおいらは」（「逆転あばれはっちゃく」オープニング）
- 「あのこといっしょに」（「逆転あばれはっちゃく」エンディング）

### 童謡作詞
- はしれちょうとっきゅう
- ほんとだよ
- インディアンがとおる

## 映像化・漫画化作品

### 映画
1980年代以降、大林宣彦監督により自作が続けて映画化された。それらが原作とは無関係に尾道を舞台とした映画になったため、大林は恩返しのため恒の郷里・小樽を舞台として、『はるか、ノスタルジィ』を映画化した。
- 「サムライの子」 若杉光夫監督, 1963年
- 「転校生」 大林宣彦監督（原作「おれがあいつであいつがおれで」）, 1982年
- 「さびしんぼう」 大林宣彦監督（原作「なんだかへんて子」）, 1985年
- 「はるか、ノスタルジィ」 大林宣彦監督, 1993年
- 「あの、夏の日」 大林宣彦監督（原作「とんでろじいちゃん」）, 1999年
- 「転校生-さよなら あなた-」 大林宣彦監督（原作「おれがあいつであいつがおれで」）, 2007年

### テレビドラマ
- 「とべたら本こ」 NHK・少年ドラマシリーズ, 1972年
- 「ぼくがぼくであること」 NHK・少年ドラマシリーズ, 1973年
- 「六年二組の春は...」 NHK・少年ドラマシリーズ, 1975年
- 「あおげばとうとし」 NHK・少年ドラマシリーズ（原作「われら受験特攻隊」）, 1976年
- 「俺はあばれはっちゃく」 テレビ朝日（原作「あばれはっちゃく」）, 1979年
- 「男!あばれはっちゃく」 テレビ朝日（原作「あばれはっちゃく」）, 1980年
- 「熱血あばれはっちゃく」 テレビ朝日（原作「あばれはっちゃく」）, 1982年
- 「悦子逆転〜台風かあさん奮戦記〜」 東海テレビ制作昼ドラマ（原作「悦子逆転」）, 1982年
- 「痛快あばれはっちゃく」 テレビ朝日（原作「あばれはっちゃく」）, 1983年
- 「くたばれかあちゃん!」 関西テレビ・阪急ドラマシリーズ, 1983年
- 「ちびっ子かあちゃん」 TBS, 1983年
- 「逆転あばれはっちゃく」 テレビ朝日（原作「あばれはっちゃく」）, 1985年
- 「転校生!オレがあいつでアイツがおれで」 フジテレビ・月曜ドラマランド（原作「おれがあいつであいつがおれで」）, 1985年
- 「転校生!オレがあいつでアイツがおれで2」 フジテレビ・月曜ドラマランド（原作「おれがあいつであいつがおれで」）, 1986年
- 「なかなか!ドジラんぐ」 テレビ朝日（原作「ぼくがもうひとり」）, 1987年
- 「放課後」 フジテレビ・ボクたちのドラマシリーズ（原作「おれがあいつであいつがおれで」）, 1992年
- 「どっちがどっち!」 NHK教育テレビ・ドラマ愛の詩（原作「おれがあいつであいつがおれで」）, 2002年[15]
- 「モーニング娘。サスペンスドラマスペシャル おれがあいつであいつがおれで」 TBS（原作「おれがあいつであいつがおれで」）, 2002年
- 「ぼくがぼくであること」 NHK教育テレビ・天才てれびくんMAX, 2005年

### 漫画
- 「サムライの子」 つのだじろう作 虫コミックス, 1969年
- 「青い目のバンチョウ」 赤塚不二夫作 週刊少年サンデー, 1973年
- 「俺はあばれはっちゃく」 くまのよしゆき作 テレビランドコミックス（原作「あばれはっちゃく」）, 1979年
- 「男!あばれはっちゃく」 くまのよしゆき作 テレビランドコミックス（原作「あばれはっちゃく」）, 1980年
- 「なんとかしなクっちゃ」 いでまゆみ作 講談社KCなかよし（原作「おれがあいつであいつがおれで」）, 1981年
- 「転校生 さよならあなた」 三国桃子作 角川書店（原作「おれがあいつであいつがおれで」）, 2007年